# Louis Surreau de Calbecq
 (janvier 2023).
Louis Surreau de Calbecq, né le 25 août 1728 à Versailles (Yvelines), mort après 1794 à Chartres (Eure-et-Loir), est un général de brigade de la Révolution française.

## États de service
Il entre en service le 15 janvier 1744, comme cornette dans le corps des volontaires de Grassin, et le 11 mai 1745, il se trouve à la bataille de Fontenoy. Le 15 septembre 1746, il passe lieutenant de cavalerie dans le corps des volontaires bretons sous Kermelicq, et en 1747, il commande un corps de volontaires royaux sous Lowendal. Il est blessé le 2 juillet 1747, à la bataille de Lauffeld, puis au siège de Berg-op-zoom, et il reçoit son brevet de capitaine le 20 septembre suivant, dans le corps des volontaires de La Morlière. Aide major de la légion de Clermont, il sert en Allemagne de 1757 à 1762.
Blessé à la bataille de Bergen le 13 avril 1759, il passe aide de camp du comte d'Armentière en 1758, et il est nommé major en 1759. Breveté lieutenant-colonel de cavalerie à la suite des troupes légères en 1767, il est promu maréchal de camp le 7 septembre 1792. Le 1er octobre suivant il est affecté à l’armée de la Moselle, puis à celle des côtes de Brest le 8 avril 1793. Il participe à la guerre en Vendée, et il est suspendu pour indiscipline le 3 juillet suivant, après le siège de Nantes du 29 juin 1793, où chargé de commander l’avant-garde avec une compagnie de cavalerie légère, il reste dans les environs d’Angers.
Après 50 ans sous l'uniforme et 22 blessures, il est admis à la retraite le 16 novembre 1794.

## Sources
- Léon Hennet, État militaire de France pour l’année 1793, Siège de la société, Paris, 1903, p. 11-30.
- Georges Six, Dictionnaire biographique des généraux & amiraux français de la Révolution et de l'Empire (1792-1814), Paris : Librairie G. Saffroy, 1934, 2 vol., p. 483-484